# Hallein
Hallein város Ausztriában, Salzburg tartományban a Halleini járásban található, a járás székhelye. Területe 26,99 km², lakosainak száma 20 769 fő, népsűrűsége pedig 769,5 fő/km² (2016. január 1-jén). A település 447 méteres tengerszint feletti magasságban helyezkedik el.

## Fekvése
Salzburgtól délre, közvetlenül a német-osztrák határnál fekvő település. A Salzach partján, 450 méter tengerszint feletti magasságban fekvő település Salzburg tartomány második legnagyobb városa, határátkelőhely.

## Története

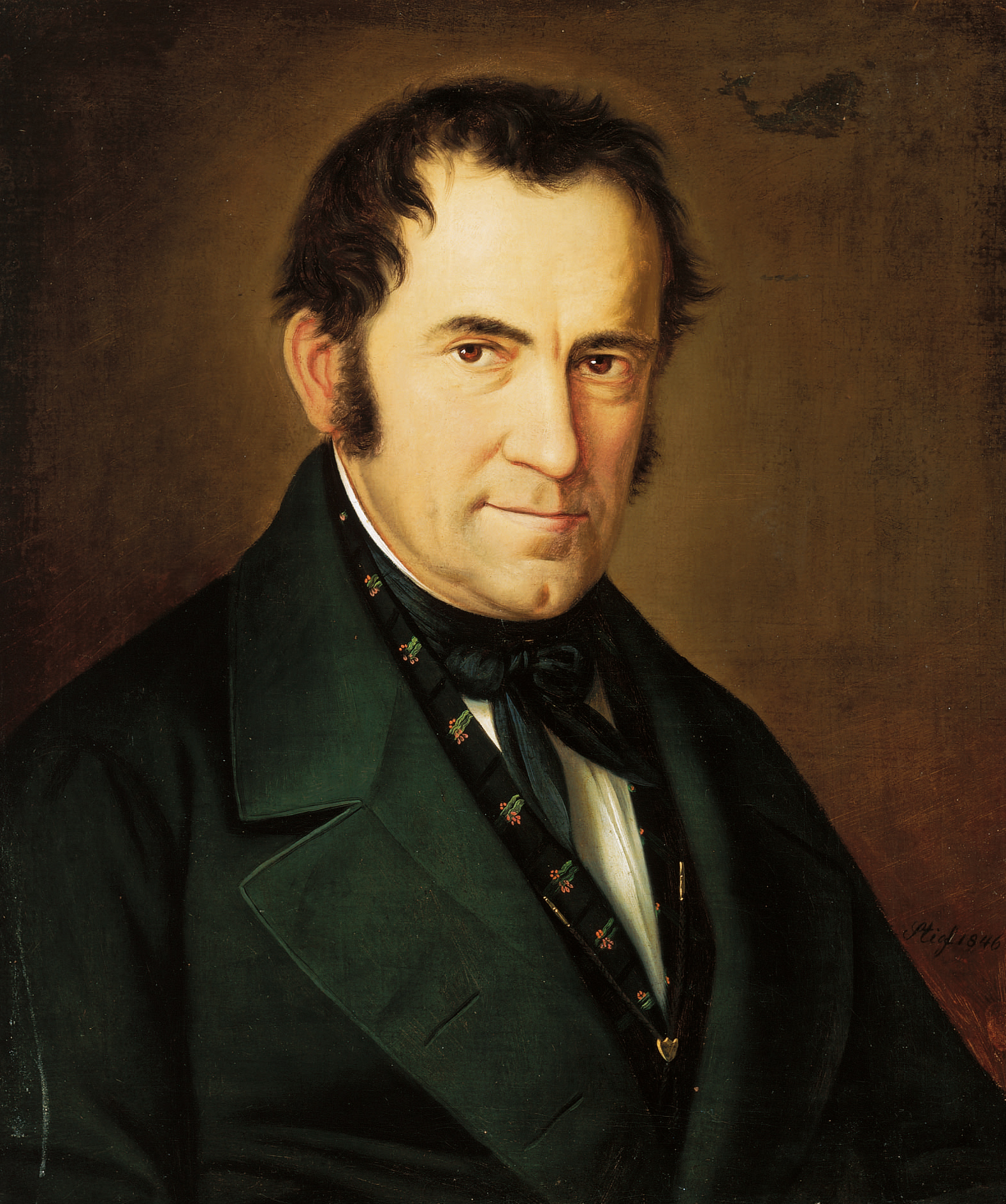
Franz Xaver Gruber (1787-1863) zeneszerző

Hallen évszázadokon át fontos sókereskedelmi hely volt. A városi jogokat 1230-ban kapta meg. A város érdekes népszokása az évenként megismétlődő "kardtánc", amelyet a Dürrnbergi bányászlegények
járnak el. 
Építészeti nevezetességei közül legjelentősebb a 15. századi Szt. Anton-templom. A templommal szemben pedig Franz Xaver Gruber (1787-1863) háza és egykori lakóháza előtti sírja található. Franz Xaver Gruber a "Stille Nacht, heilige Nacht" című karácsonyi ének zeneszerzője volt. A város lakói a sír mellett minden karácsony estén eléneklik a híres dalt.
A város nevezetességei közé tartoznak még a Helytörténeti, bányászati kiállításon és a két barokk díszkapun kívül a régi polgárházak, régi városfalainak maradványai, a Griestor nevű városkapu, valamint az 1654-ben épült sóhivatal, melynek hercegi szobáit 1757-ben a sóbányászat témájából vett faliképekkel díszítették.
A város környékén, tőle egy-egy órányi járásnyira két várromot és bizarr alakú sziklákat (Barmsteine) is láthatunk szép kilátópontokkal. 
A Sóbánya fülkés felvonójával a 810 méter magas Dürrnbergre juthatunk fel, ahonnan ülőfelvonóval az 1322 méter magasságú Zinkenkogel is elérhető.

## Nevezetességek
- Szt. Anton templom
- Helytörténeti, bányászati kiállítás
- Kelta kiállítás
- Barokk díszkutak
- Városkapu
- Sóhivatal épületei
- Franz Xaver Gruber (1787-1863) a "Stille Nacht, heilige Nacht" című karácsonyi ének zeneszerzőjének háza és sírja

## Galéria

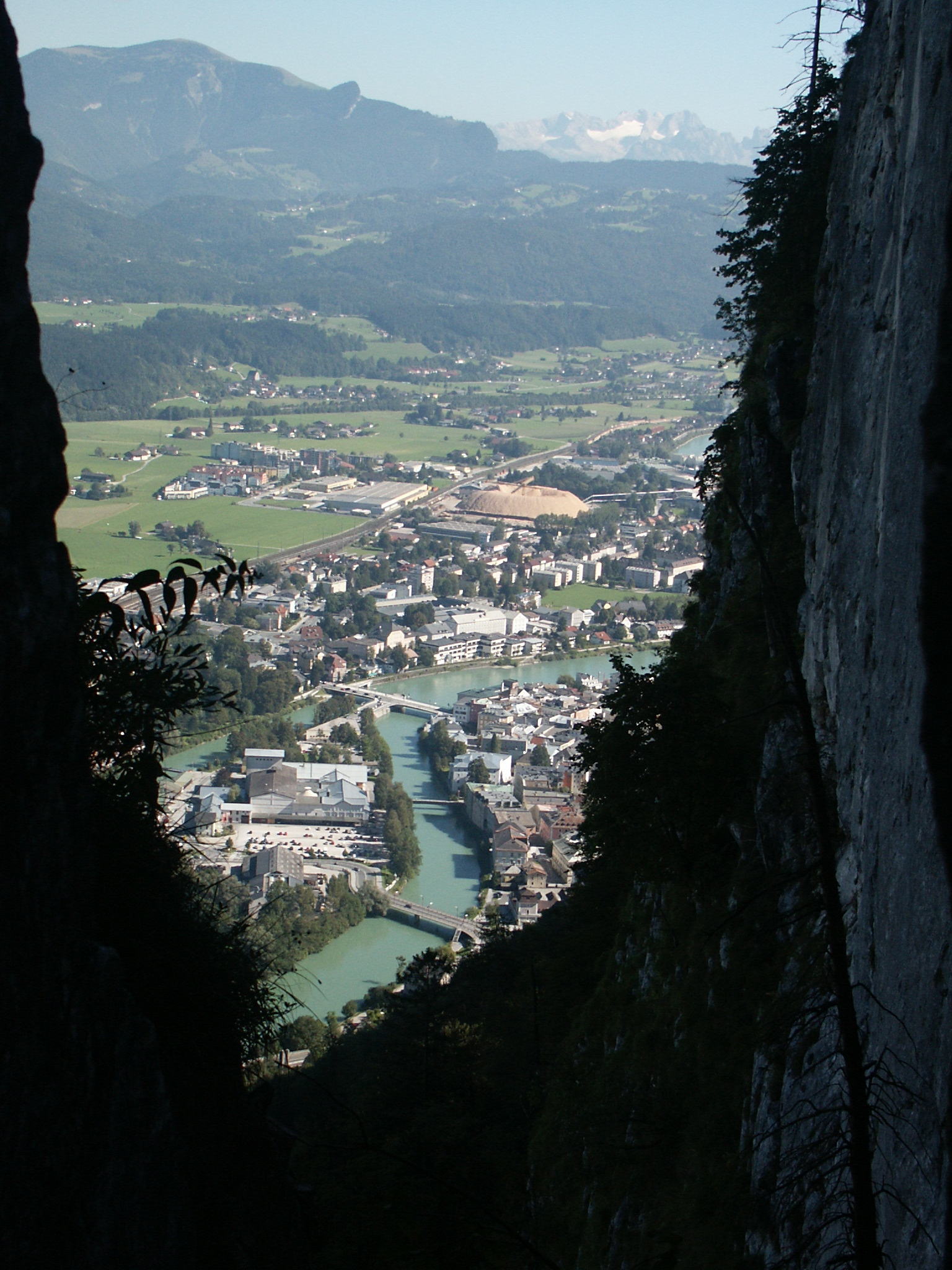
Hallein
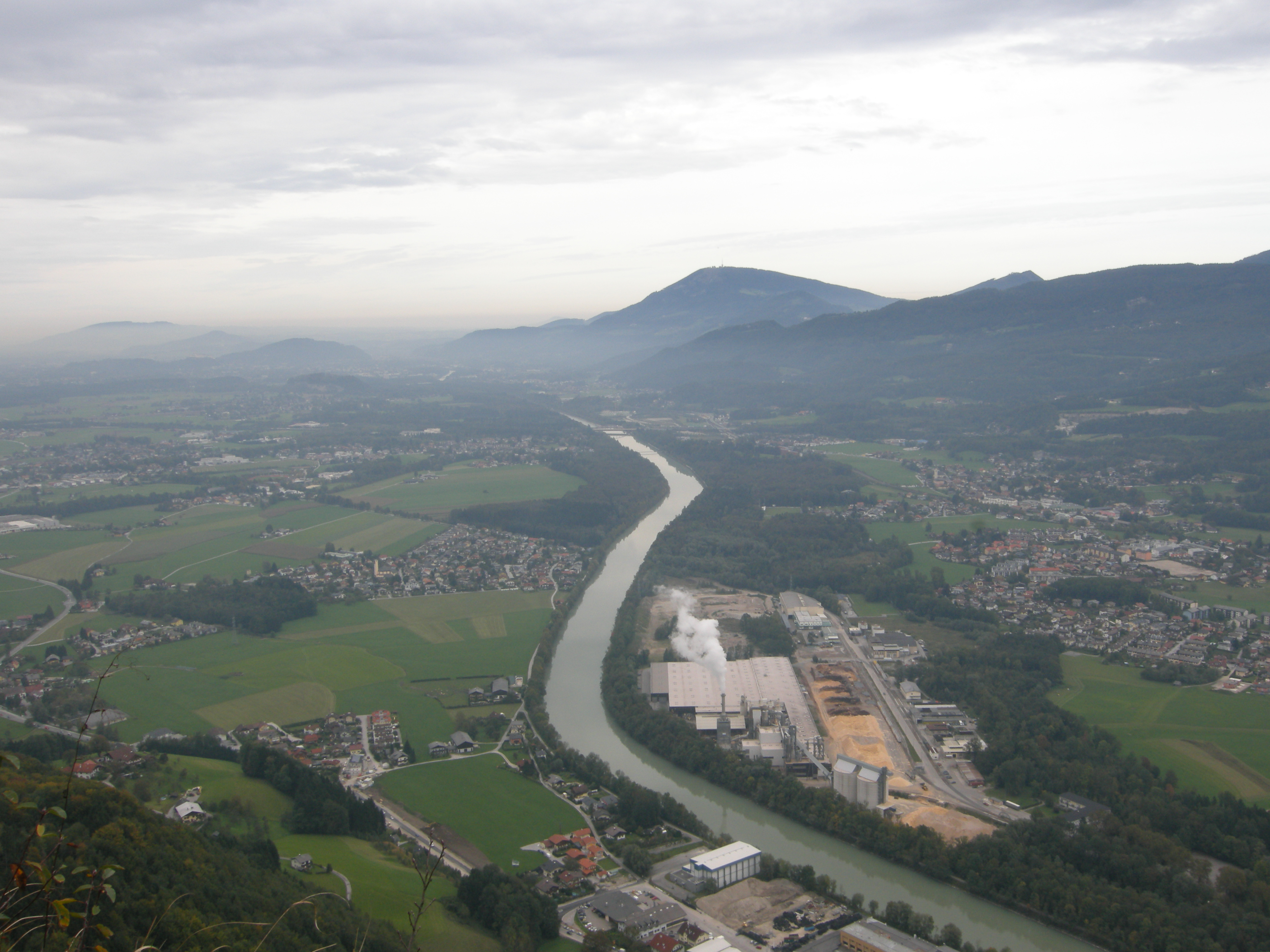
Hallein látképe
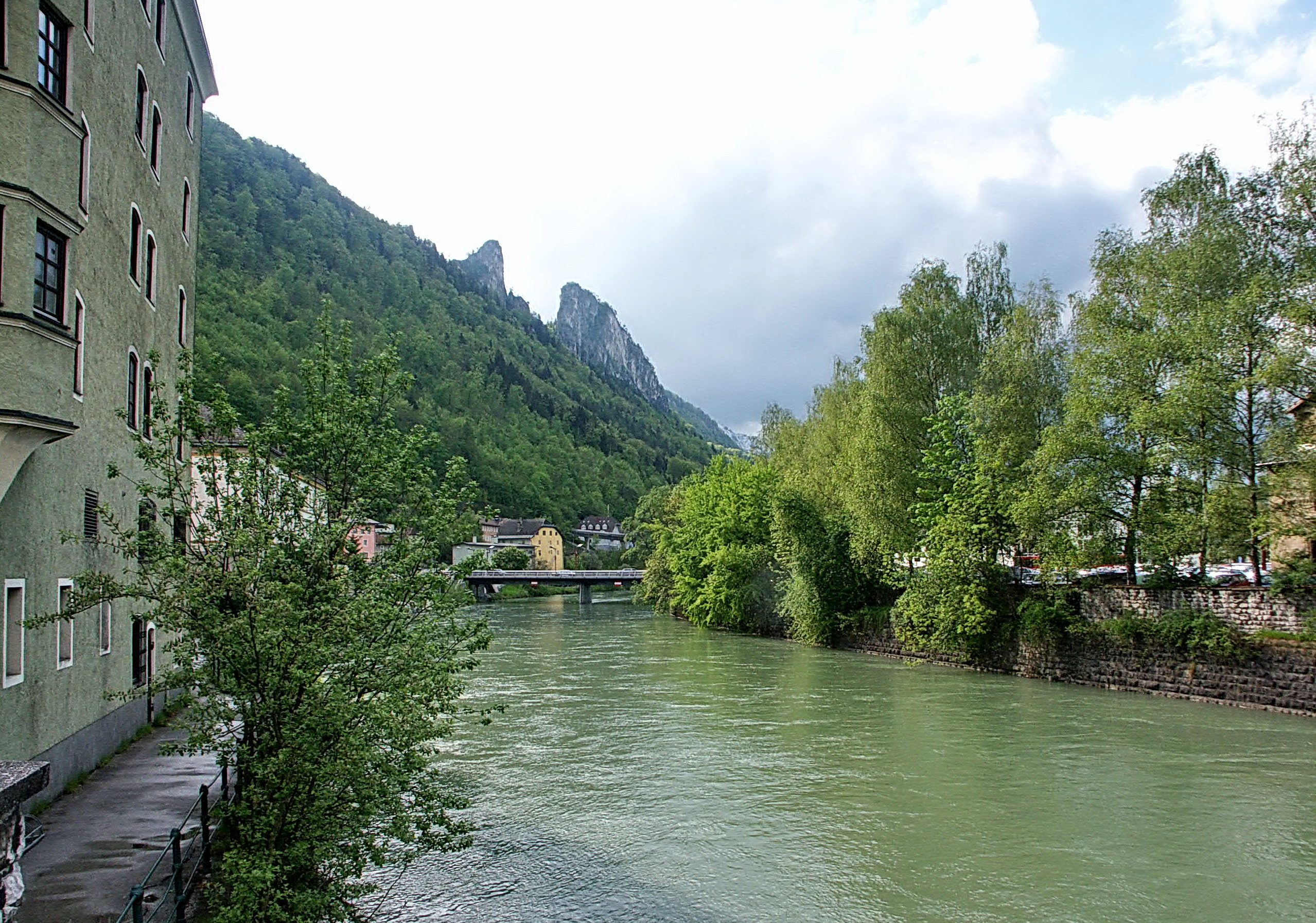
A Salzach látképe Halleinnél
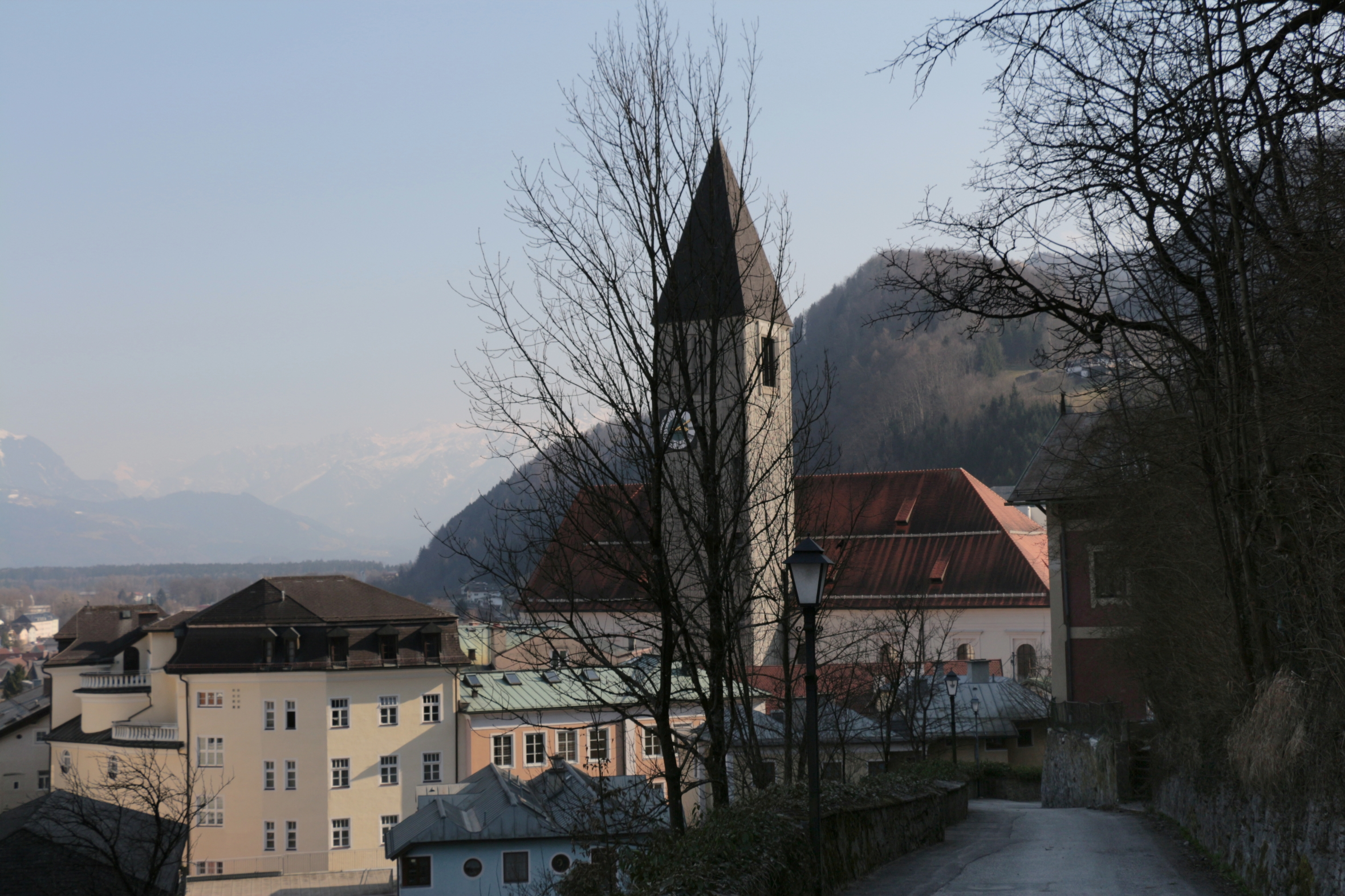
St. Anton templom
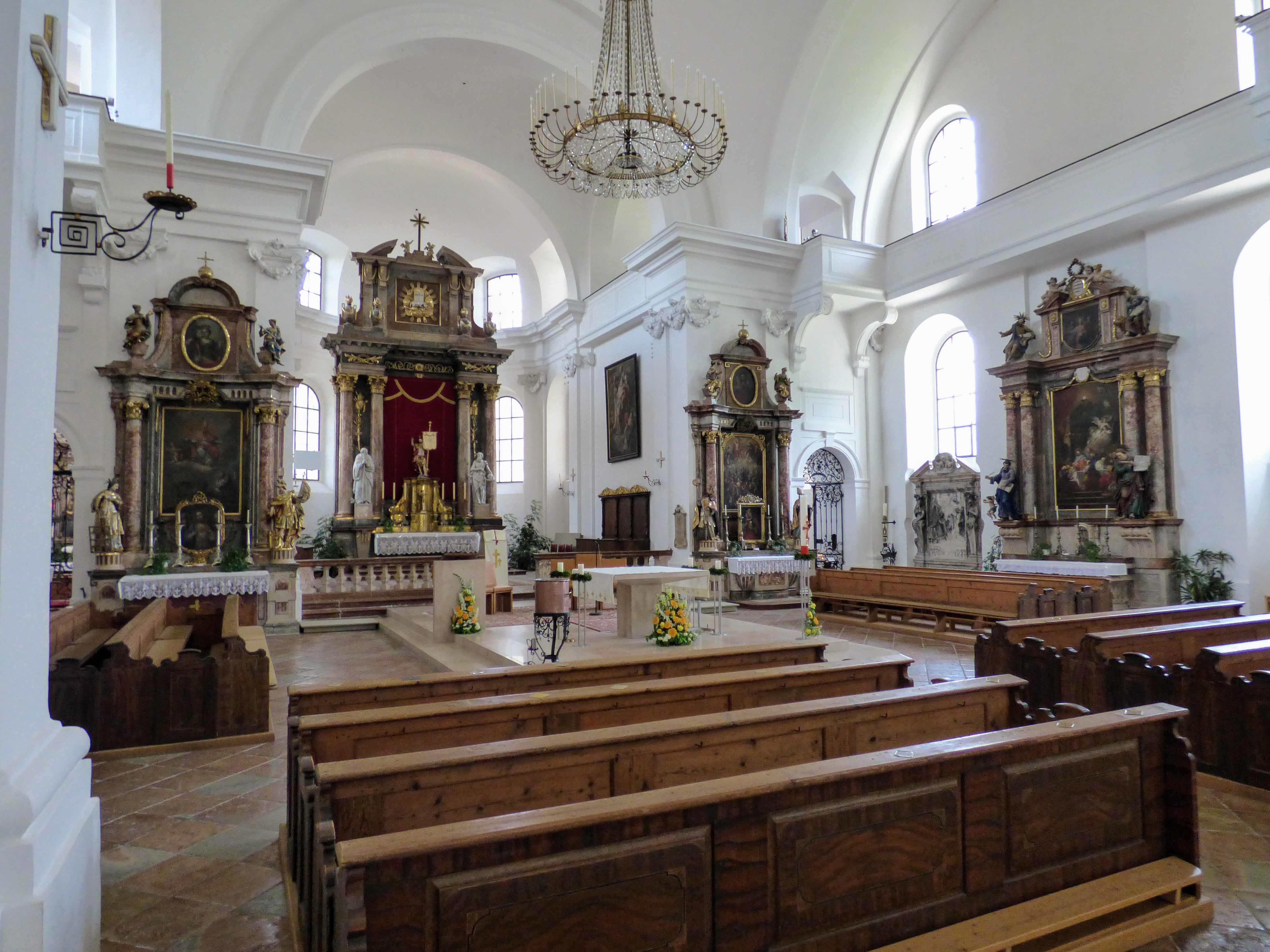
Pfarrkirche Hallein
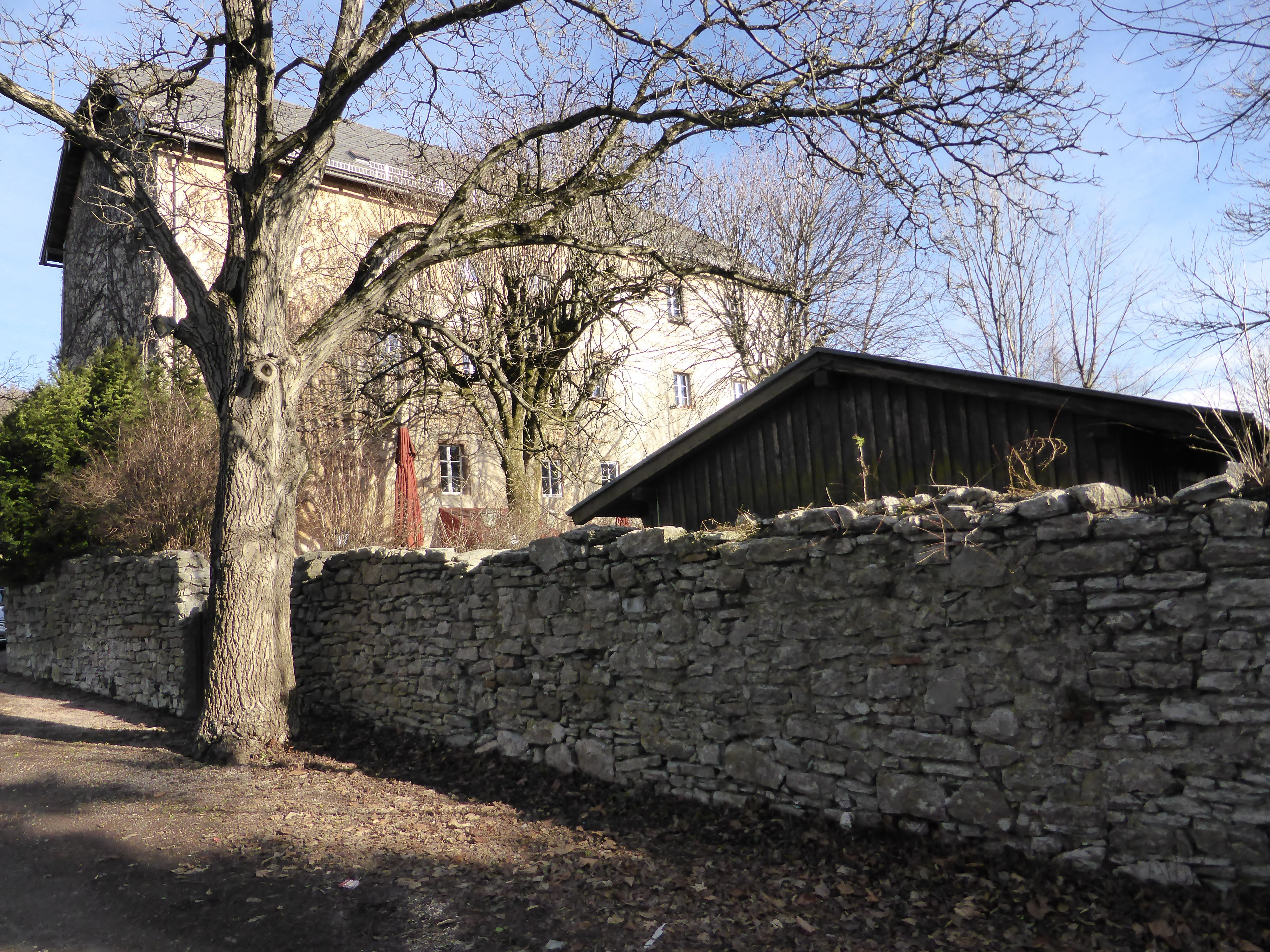
Schloss Altdorf
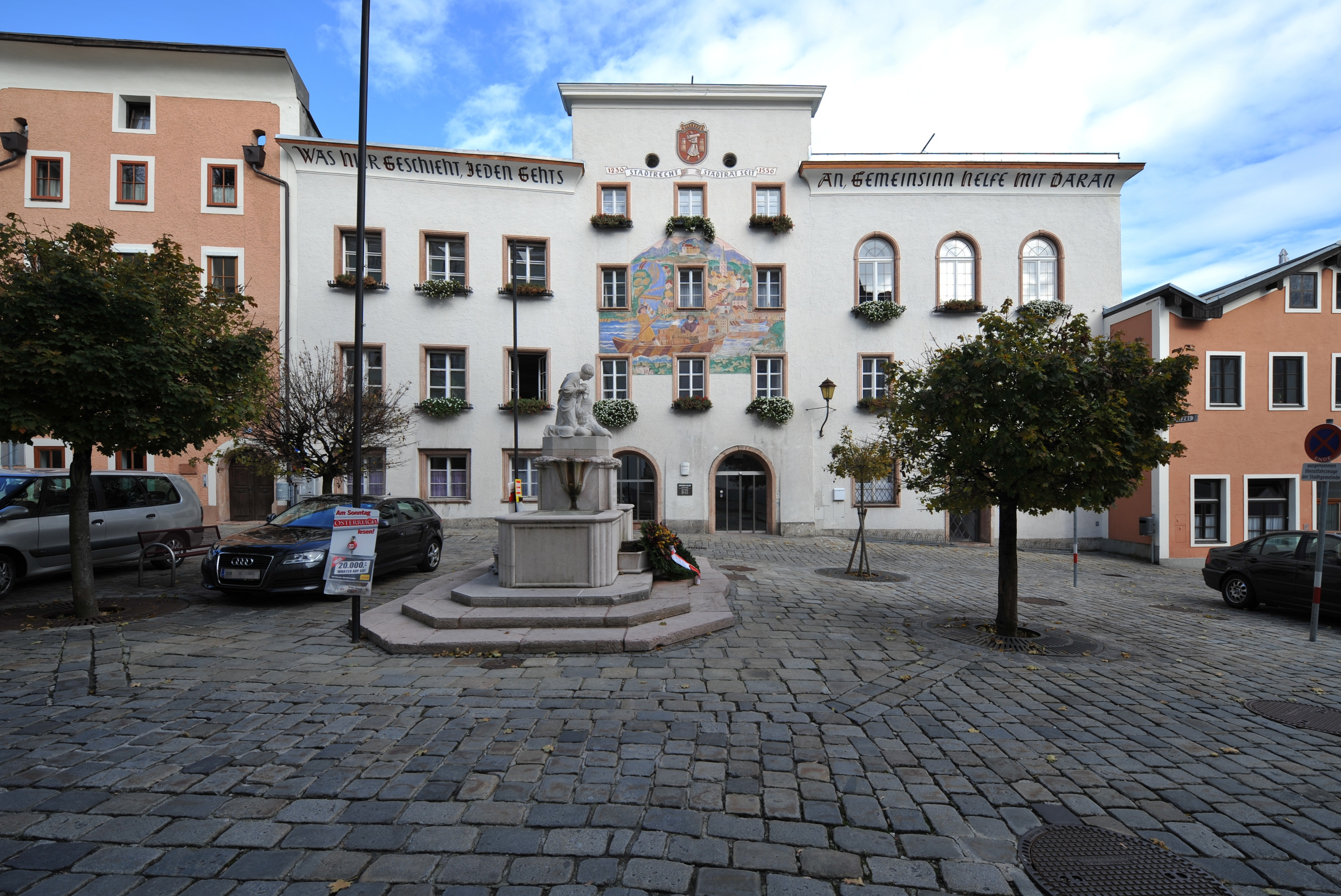
Hallein, Városháza

## A kelta múzeum anyagából
A múzeum Európa legnagyobb kelta gyüjteménye. Itt őrzik a Dürrnbergnél 1949 után feltárt valamennyi ásatási leletet. A kiállítás fénypontját egy kelta törzsi vezető sírjából származó tárgyak jelentik, akit egy kétkerekű harci szekérre helyezett, fából készült koporsóban temettek el. Az érintetlen sír az i. e. V. század második feléből származik, és 1959-ben találtak rá a Moserstein fennsíkján.

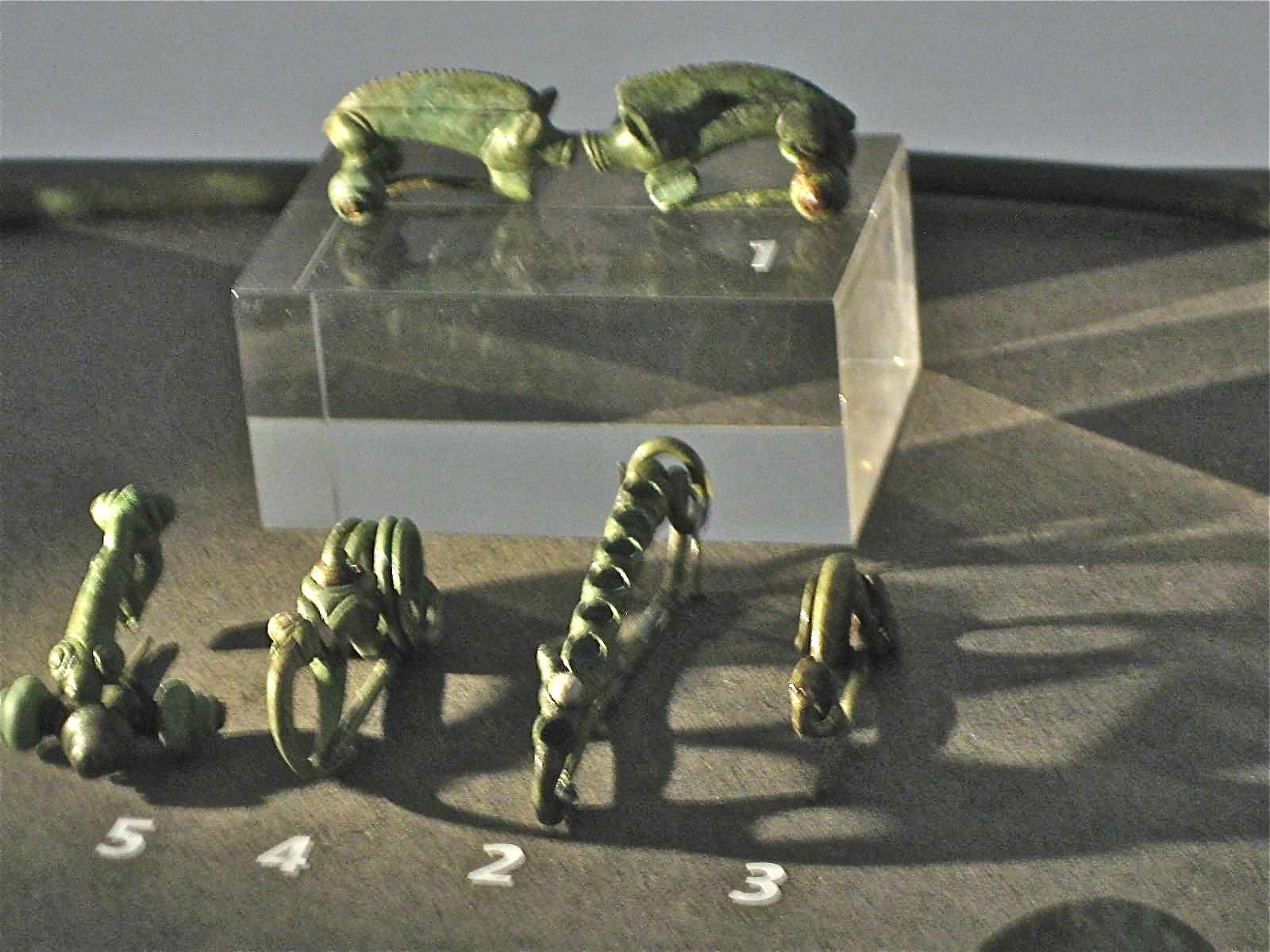
A harci szekér maradványai
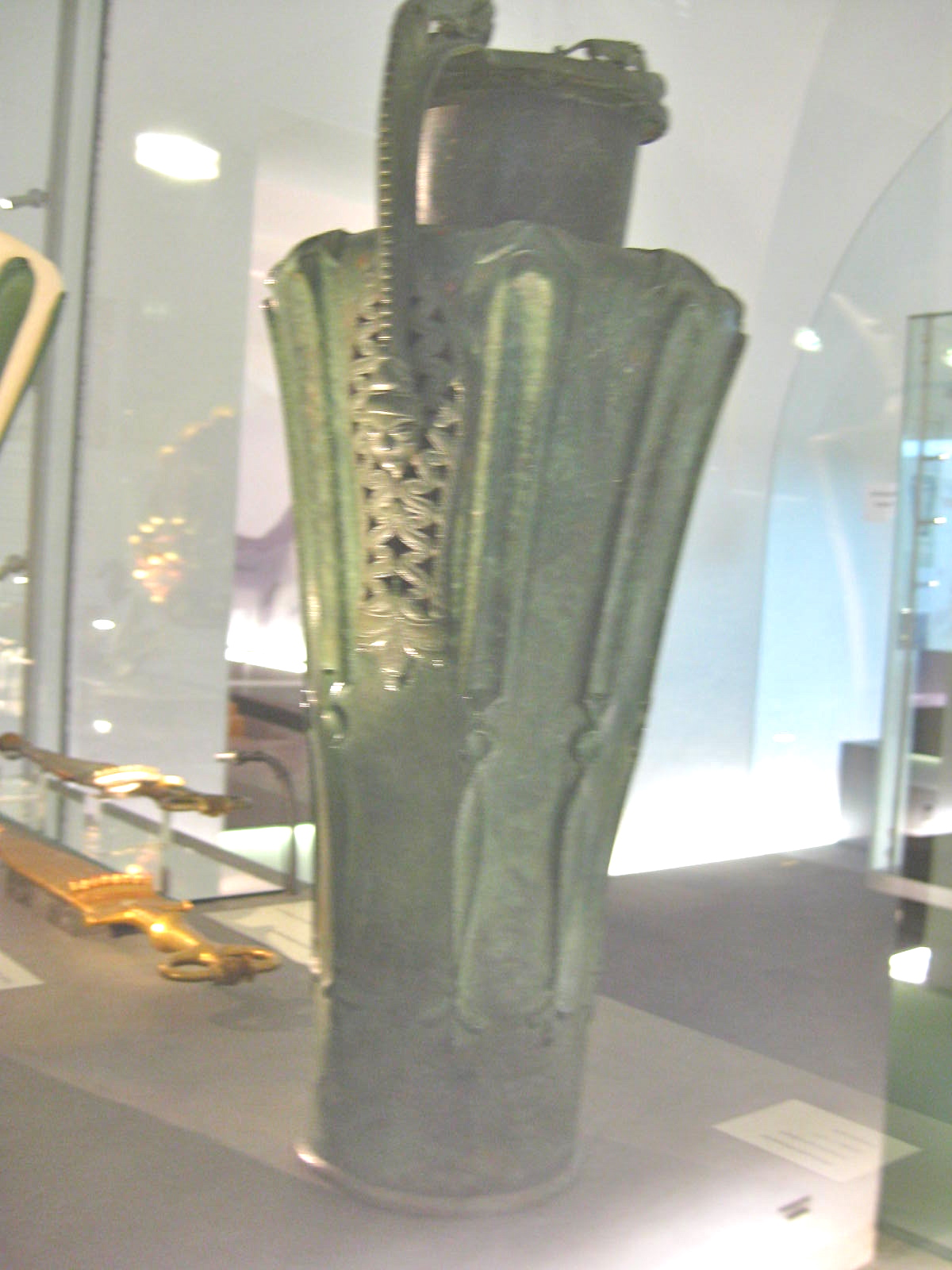
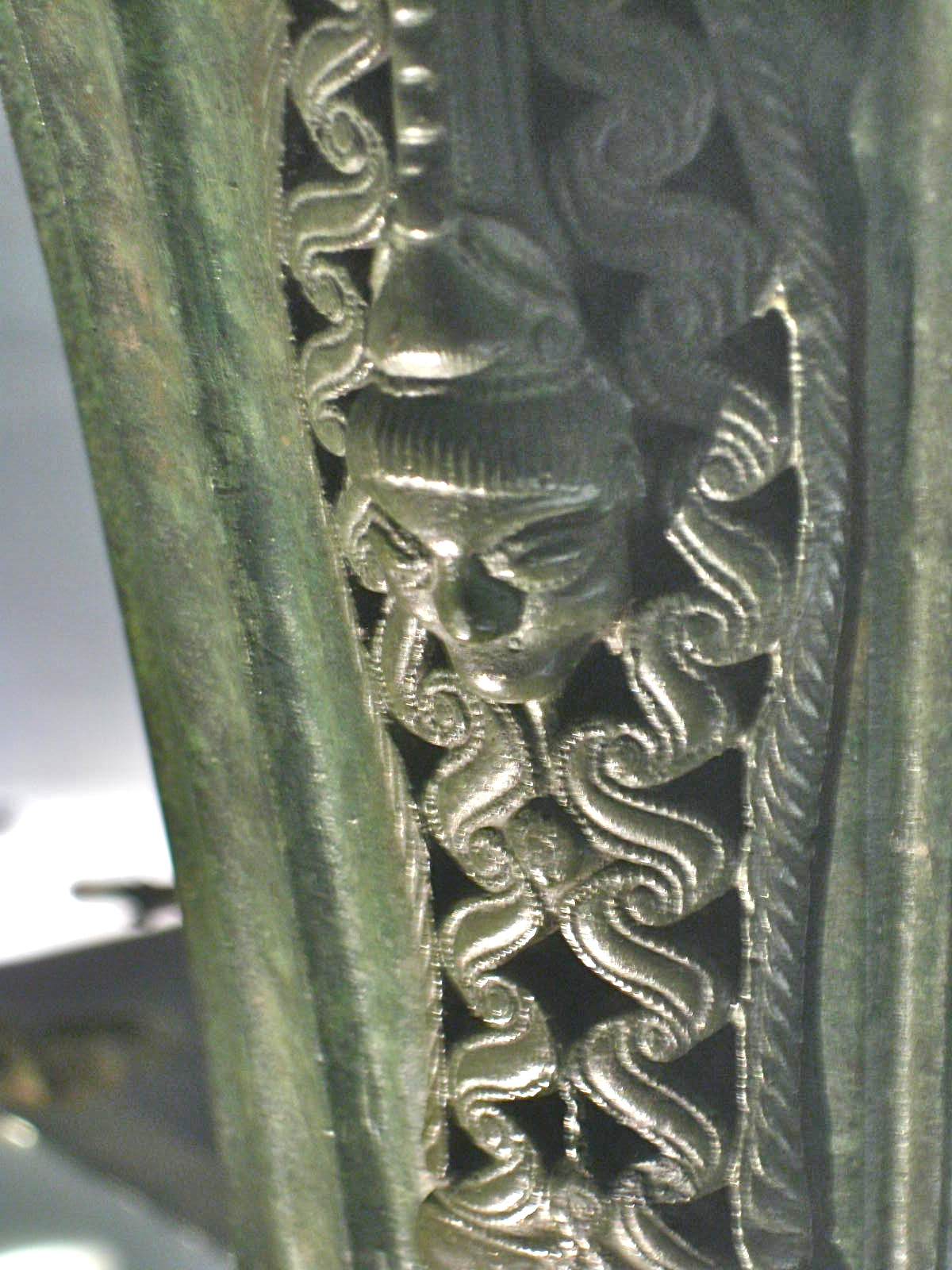
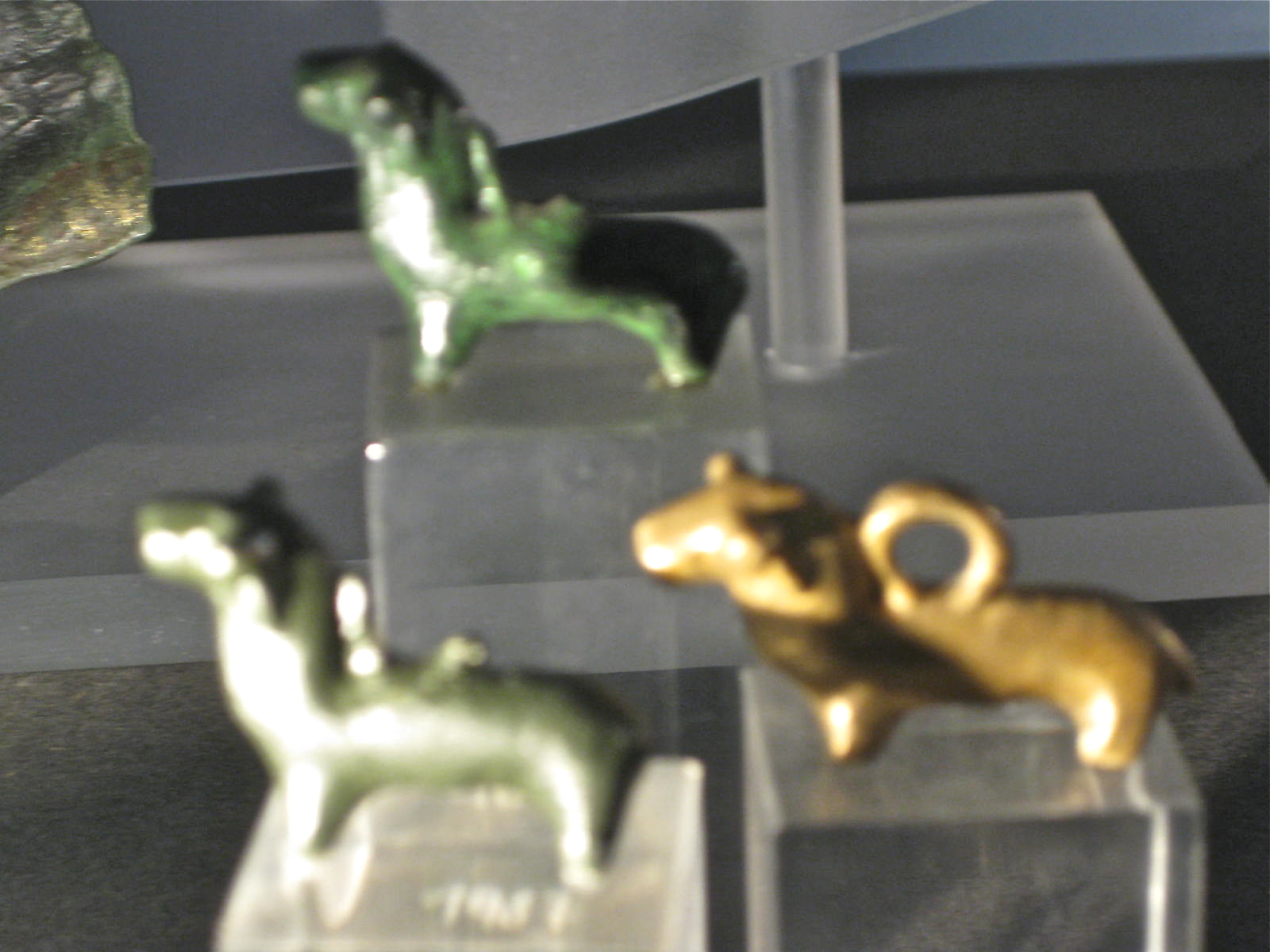
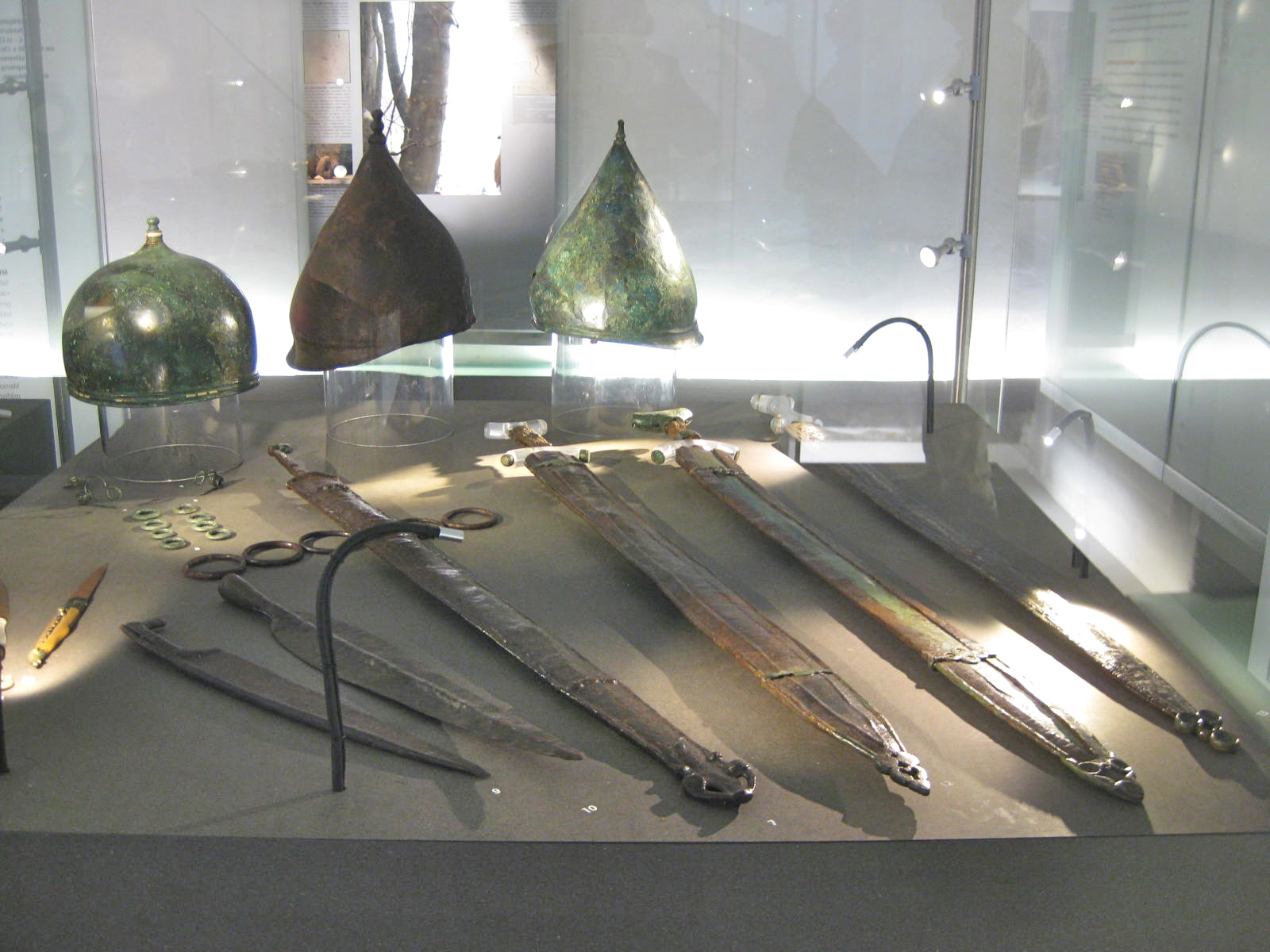
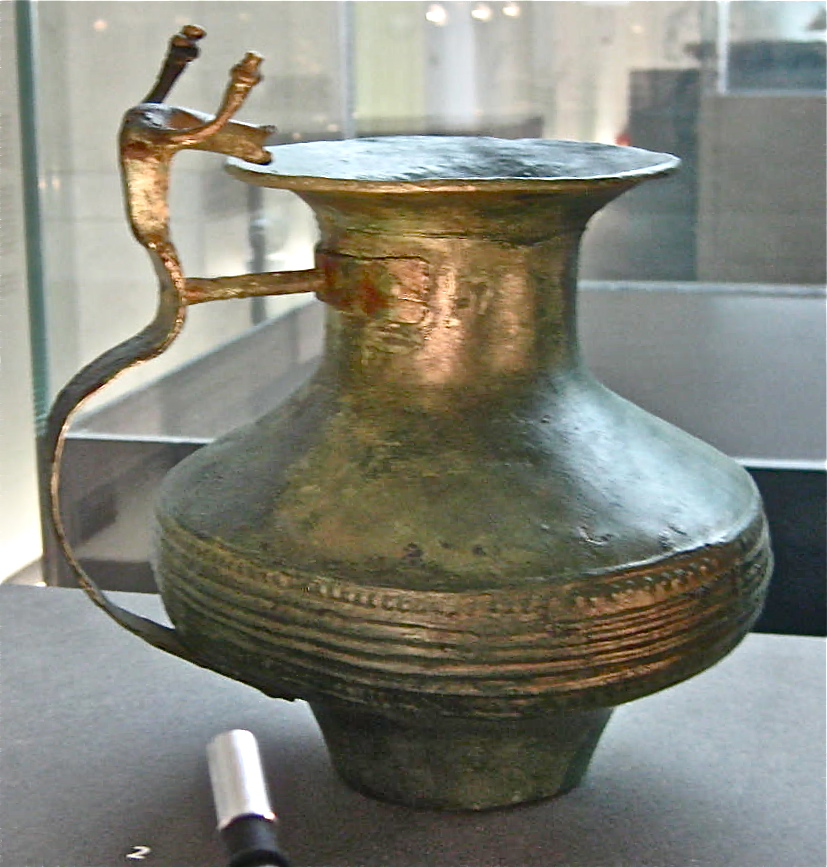
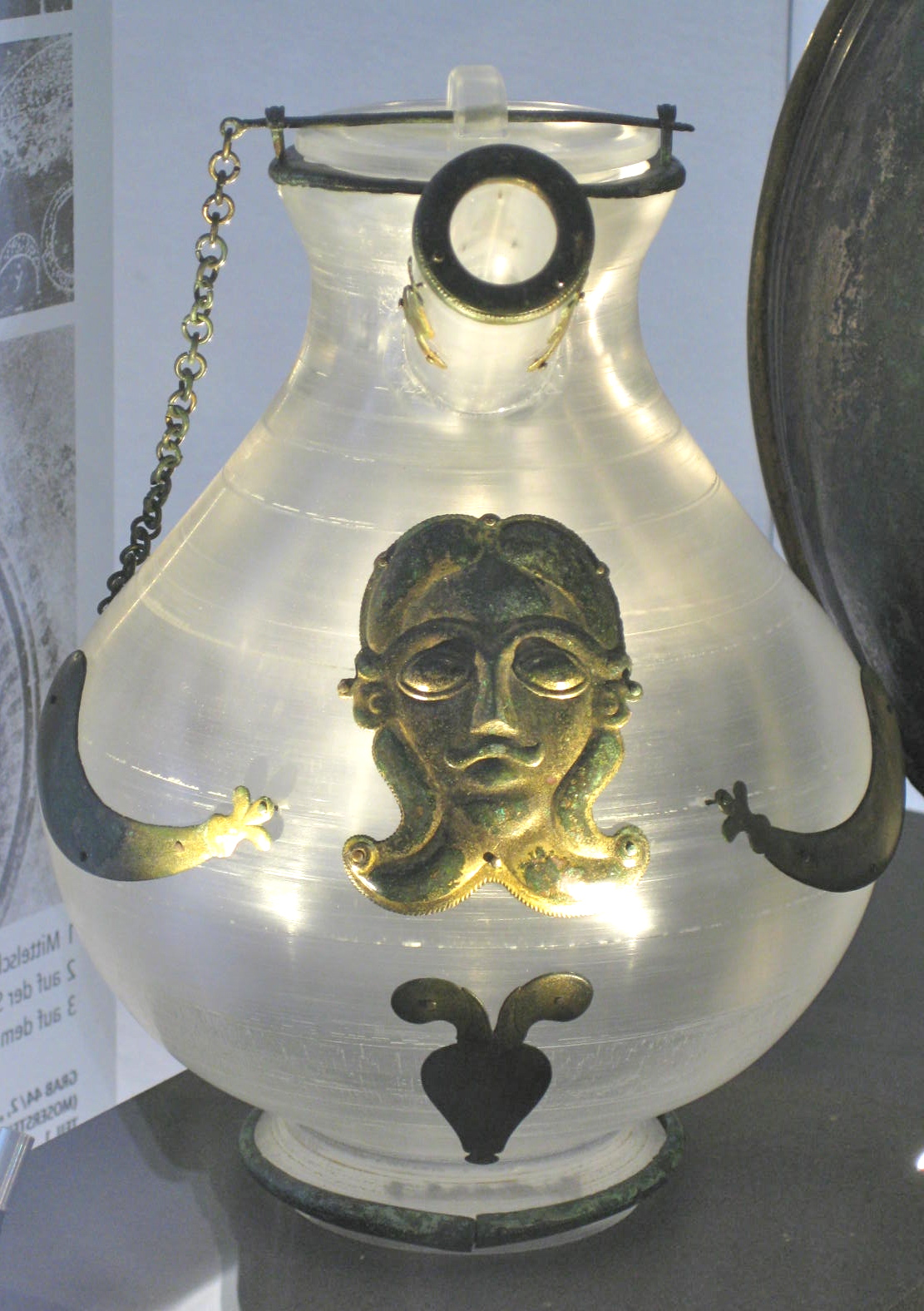
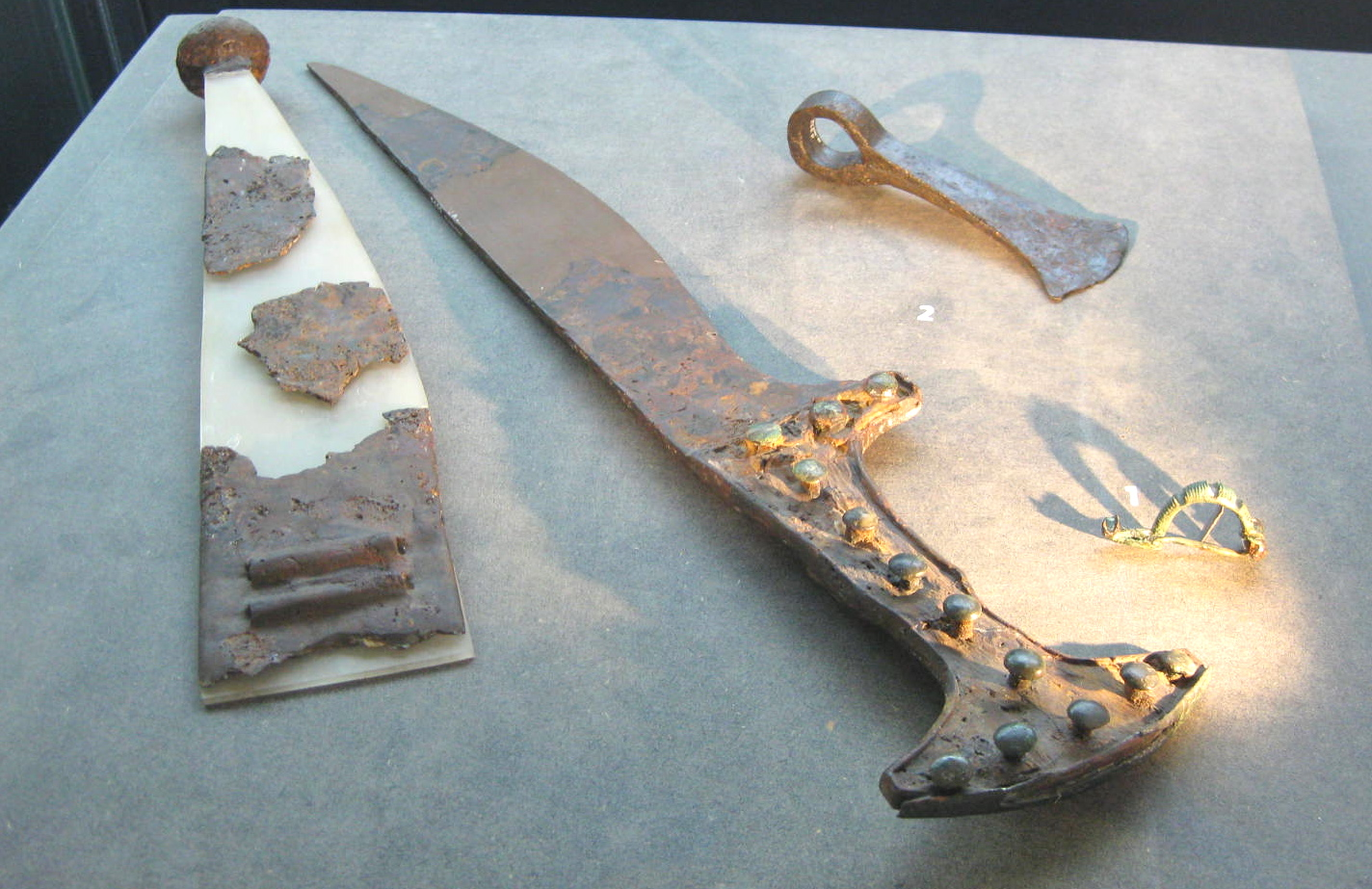
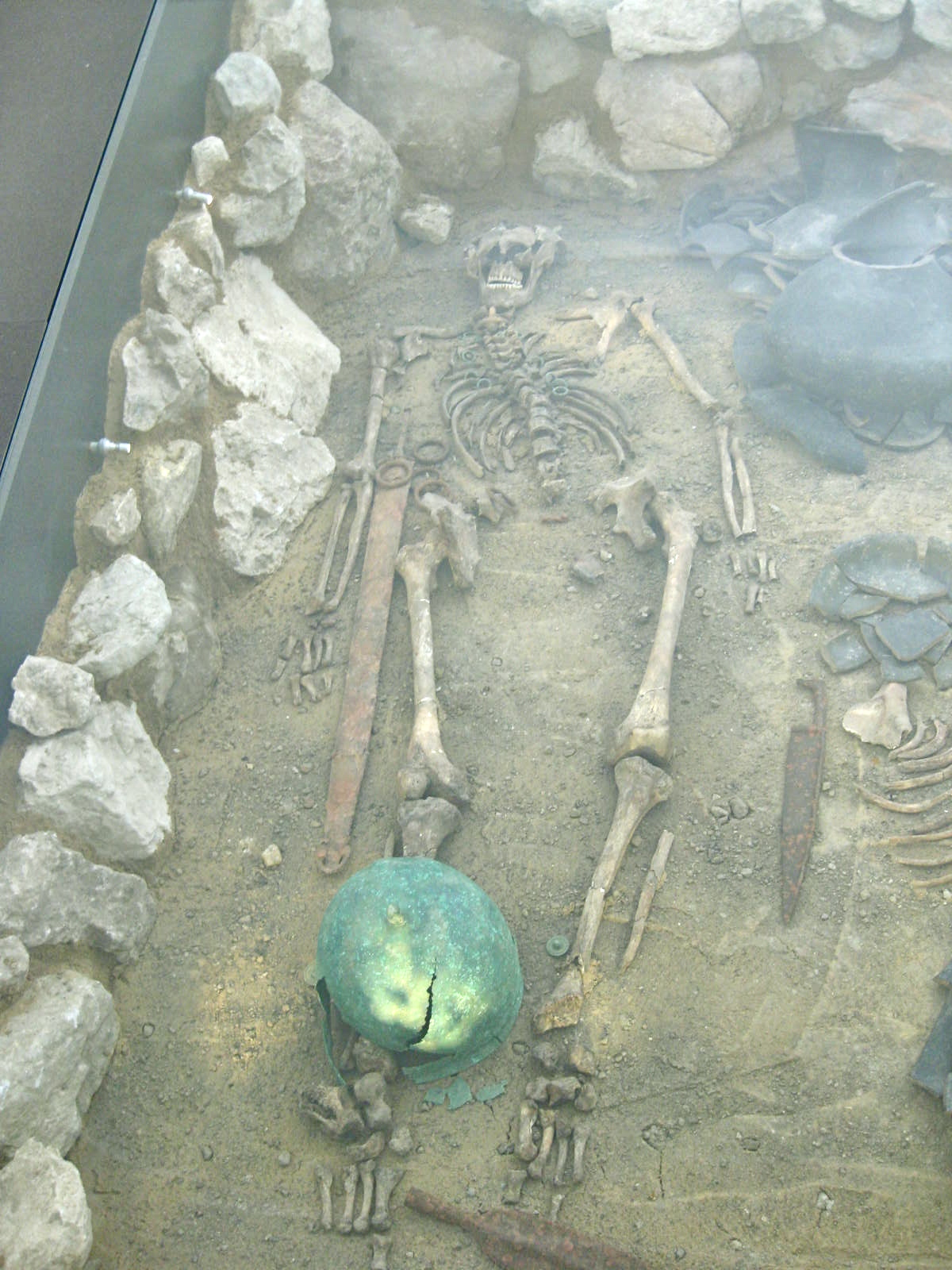

## Fordítás
Ez a szócikk részben vagy egészben  a   Hallein című német Wikipédia-szócikk ezen változatának fordításán alapul.  Az eredeti cikk szerkesztőit annak laptörténete sorolja fel. Ez a jelzés csupán a megfogalmazás eredetét és a szerzői jogokat jelzi, nem szolgál a cikkben szereplő információk forrásmegjelöléseként.